# Joseph Pearman
Joseph Bernard Pearman (New York, 8 maggio 1892 – 30 maggio 1961) è stato un marciatore statunitense.

## Palmarès

### Giochi olimpici
- Argento a Anversa 1920 nella marcia 10 km.